# Баклан перський
Баклан перський (Phalacrocorax nigrogularis) — вид сулоподібних птахів родини бакланових (Phalacrocoracidae).

## Поширення
Вид поширений в Перській затоці та на північному заході Аравійського моря. Виділяють дві субпопуляції. Птахи північною популяції гніздяться на островах Перської затоки біля узбережжя Бахрейну, Об'єднаних Арабських Еміратів, Саудівської Аравії, Катару та Ірану. В Ірані розведення не підтверджено з 1972 року. Південна субпопуляція, очевидно, набагато менша і розмножується на одному або декількох островах біля узбережжя Аравійського моря в Омані та в Аденській затоці біля узбережжя Ємену. Немає жодних свідчень про пересування птахів між двома субпопуляціями. Гніздова популяція оцінюється в 110 000 пар, що дає загальну чисельність 330 000—500 000.

## Опис
Птах завдовжки близько 80 см. Оперення чорне із пурпуровим відблиском. Має кілька білих пір'їн навколо очей і шиї та кілька білих смуг на крупі. Його ноги і ступні чорні, а шкіра гуларового мішка чорнувата.